# ビンガムトン・ランブルポニーズ
ビンガムトン・ランブルポニーズ (Binghamton Rumble Ponies) は、MiLB、AA(ダブルA)イースタンリーグイースト地区所属の野球チーム。本拠地はニューヨーク州ビンガムトンにあるNYSEGスタジアム。MLBのメッツ傘下チームとして活動している。

## 歴史
1987年、マイナーリーグAA級のイースタンリーグに「ウィリアムズポート・ビルズ」（クリーブランド・インディアンス傘下）として加盟。
1992年にニューヨーク州ビンガムトンへ移転し、球団名も「ビンガムトン・メッツ」（ニューヨーク・メッツ傘下）となる。
2017年シーズンより球団名が「ビンガムトン・ランブルポニーズ」（Binghamton Rumble Ponies）に変更となる。

## 選手名鑑

### 現役選手
| 投手 - 27 チェイス・ブラッドフォード (Chase Bradford) - 11 マーク・カフーン (Mark Cohoon) - 38 ライアン・フレイザー (Ryan Fraser) - 17 ダーリン・ゴースキー (Darin Gorski) - -- チェイス・ハッチンソン (Chase Huchingson) - 22 アダム・コラレク (Adam Kolarek) - 18 グレッグ・ピービー (Greg Peavey) - -- タイラー・ピル (Tyler Pill) - -- ジョナサン・トーレス (Jhonathan Torres) | 投手 - 27 チェイス・ブラッドフォード (Chase Bradford) - 11 マーク・カフーン (Mark Cohoon) - 38 ライアン・フレイザー (Ryan Fraser) - 17 ダーリン・ゴースキー (Darin Gorski) - -- チェイス・ハッチンソン (Chase Huchingson) - 22 アダム・コラレク (Adam Kolarek) - 18 グレッグ・ピービー (Greg Peavey) - -- タイラー・ピル (Tyler Pill) - -- ジョナサン・トーレス (Jhonathan Torres) | 捕手 - 13 ツォルゲ・カリーヨ (Xorge Carrillo) - 4 ブレイク・フォーサイス (Blake Forsythe) 内野手 - -- マイケル・フィッシャー (Michael Fisher) 外野手 - 20 ジョー・ボナフェ (Joe Bonfe) - 1 アロンゾ・ハリス (Alonzo Harris) - -- エリス・ペゲーロ (Eris Peguero) - 49 トラビス・タイジェロン (Travis Taijeron) - 25 コーリー・ボーン (Cory Vaughn) | 捕手 - 13 ツォルゲ・カリーヨ (Xorge Carrillo) - 4 ブレイク・フォーサイス (Blake Forsythe) 内野手 - -- マイケル・フィッシャー (Michael Fisher) 外野手 - 20 ジョー・ボナフェ (Joe Bonfe) - 1 アロンゾ・ハリス (Alonzo Harris) - -- エリス・ペゲーロ (Eris Peguero) - 49 トラビス・タイジェロン (Travis Taijeron) - 25 コーリー・ボーン (Cory Vaughn) |
| * 40人ロースター 2016年12月4日更新 [公式サイト(英語)より：ロースター 選手の移籍・故障情報] | | | |

### 過去の主な所属選手
- ジェイソン・イズリングハウゼン
- エドガルド・アルフォンゾ
- レイ・オルドニェス
- コーリー・ライドル
- ジェイ・ペイトン
- プレストン・ウィルソン
- ベニー・アグバヤニ
- マイク・キンケード
- テレンス・ロング
- ジェイソン・フィリップス
- タイ・ウィギントン
- ジェイソン・ベイ
- ホセ・レイエス
- デビッド・ライト
- スコット・カズミアー
- クレイグ・ブラゼル
- ジェフ・ケッピンジャー
- マイク・ジェイコブス
- アーロム・バルディリス
- ヤスメイロ・ペティット
- アンヘル・パガン
- ブライアン・バニスター
- ラスティングス・ミレッジ
- マイク・ペルフリー
- マット・リンドストロム
- カルロス・ゴメス
- ニック・エバンス
- ダニエル・マーフィー
- ボビー・パーネル
- ジョン・ニース
- マイク・カープ
- フェルナンド・マルティネス
- ネルソン・フィゲロア
- ジョシュ・トーリー
- アイク・デービス
- ルーカス・ドゥーダ
- ジョシュ・スティンソン
- クリス・シュウィンデン
- ジョーダニー・バルデスピン
- ジョシュ・サティン
- ザック・ラッツ
- ジェフリー・マルテ
- ジェウリス・ファミリア
- マット・ハービー
- ザック・ウィーラー
- トラビス・ダーノー
- マット・デン・デッカー
- ジェイコブ・デグロム
- ラファエル・モンテロ
- ディルソン・ヘレーラ
- ケビン・プラウェッキー
- ノア・シンダーガード
- スティーブン・マッツ
- ハンセル・ロブレス
- セス・ルーゴ
- ロバート・グセルマン